# Hamberg
La ville américaine de Hamberg est située dans le comté de Wells, dans l’État du Dakota du Nord. Lors du recensement de 2010, sa population s’élevait à 21 habitants.

## Démographie
| 1930 | 1940 | 1950 | 1960 | 1970 | 1980 |
| ---- | ---- | ---- | ---- | ---- | ---- |
| 187  | 164  | 124  | 64   | 51   | 41   |

| 1990 | 2000 | 2010 | - | - | - |
| ---- | ---- | ---- | - | - | - |
| 19   | 28   | 21   | - | - | - |

## Source
- (en) Cet article est partiellement ou en totalité issu de l’article de Wikipédia en anglais intitulé « Hamberg, North Dakota » (voir la liste des auteurs).